# 赤壁路5号民国建筑
赤壁路5号民国建筑位于中国江苏省南京市鼓楼区赤壁路5号，由曾任国民政府外交部常务次长的刘锴购置于1937年，采用混合结构。1946年10月曾租与多米尼加政府用作公使馆。